# Pinchi
Pinchi, pseudonimo di Giuseppe Perotti (Arena Po, 3 novembre 1900 – Milano, 14 agosto 1971), è stato un paroliere italiano.

## Biografia
Nato ad Arena Po, in provincia di Pavia, il 3 novembre 1900. Pinchi, o Pinki, è lo pseudonimo con cui Giuseppe (Pino) Perotti ha firmato gran parte delle sue canzoni
.

Cresciuto a Milano, dopo il diploma alle magistrali e la laurea in agronomia iniziò a scrivere testi di canzoni all'inizio degli anni trenta, raggiungendo subito il successo con Ti saluto, vado in Abissinia, musicata da Renzo Oldrati Rossi e portata al successo da Crivel.
A questa seguono molte canzoni divenute popolarissime negli anni trenta, come Ti scriverò dal fronte, Chi sarà la maglia rosa (dedicata al Giro d'Italia) e Paesanella.
Nel dopoguerra diventa uno dei parolieri più noti, scrivendo i testi di molti successi per Clara Jaione, Natalino Otto, Ernesto Bonino, Carla Boni e moltissimi altri artisti.
Partecipa molte volte al festival di Sanremo: nel 1951 con Ho pianto una volta sola (scritta con Dino Olivieri per Nilla Pizzi), nel 1952 con Una donna prega sempre per la Pizzi, nel 1953 con Vecchio scarpone (scritta insieme a Calibi) per Gino Latilla e Giorgio Consolini, nel 1954 con Canzone da due soldi, (che si classifica al secondo posto, nell'interpretazione di Achille Togliani e Katyna Ranieri), nel 1956 con Aprite le finestre che, cantata da Franca Raimondi, vince, diventando presto un classico della canzone melodica italiana, e con Qualcosa è rimasto (cantata da Tonina Torrielli).
Nel 1957 è protagonista di un piccolo scandalo: infatti la canzone scritta in collaborazione con Dino Olivieri che viene presentata quell'anno al festival nell'interpretazione della Torrielli e di Carla Boni, La cosa più bella, viene esclusa all'ultimo momento in quanto risultata non inedita (come previsto dal regolamento del festival).
Ritorna in gara al festival nel 1960 con ben tre canzoni: Perderti, cantata dalla Torrielli e da Arturo Testa, Splende il sole, interpretata da Fausto Cigliano e da Irene D'Areni, e Non sei felice, cantata da Mina e da Betty Curtis.
Nel 1962 partecipa a Sanremo con due brani, Il nostro amore e Prima del paradiso, che però non si classificano per la finale; di questa delusione si rifà l'anno successivo, quando Amor, mon amour, my love, interpretata da Claudio Villa e Eugenia Foligatti, si classifica al secondo posto (ed arriva in finale anche Perdonarsi in due). Con Gino Ingrosso e Filibello scrive il brano E si nun fosse vero? interpretato da Aura D'Angelo ed Enzo Jannace.
Nel 1965 vince lo Zecchino d'Oro con il brano Dagli una spinta (in collaborazione con Danpa per il testo, mentre la musica è di Nino Casiroli). Partecipa ancora allo Zecchino d'Oro: nel 1967 con La pecorella al bosco (su musica di Augusto Martelli e Giordano Bruno Martelli), nel 1968 con Il semaforo (in collaborazione con Sauro Stelletti per il testo, mentre la musica è di Luciano Zotti e Giordano Bruno Martelli) e Se fossi Leonardo (su musica di Renato Martini e Arrigo Amadesi) e nel 1969 con Cin-Ciu-E (su testo di Laura Zanin e musica composta da Perotti stesso con Giordano Bruno Martelli).
Nella sua lunga carriera Pinchi si è anche dedicato alle traduzioni di canzoni straniere, come Personality per Mina e Adriano Celentano, Peppermint twist sempre per il Molleggiato e Hey Paula per il duo Paul & Paula.

Si ritira dall'attività a metà degli anni '60, rendendosi conto che i gusti del pubblico stanno cambiando.

## Canzoni scritte da Pinchi
Viene indicato solo il nome del primo interprete, quello degli autori della musica e quello degli eventuali collaboratori al testo.
- 1935 - Ti saluto, vado in Abissinia per Crivel (musica di Renzo Oldrati Rossi)
- 1946 - Conosci mia cugina? per Natalino Otto e Ernesto Bonino (musica di Carlo Alberto Rossi)
- 1951 - Ho pianto una volta sola per Nilla Pizzi (musica di Dino Olivieri)
- 1952 - Una donna prega per Nilla Pizzi (musica di Virgilio Panzuti)
- 1953 - Au revoir, mademoiselle! per Luciano Fancelli (musica di Luciano Fancelli)
- 1953 - Vecchio scarpone per Gino Latilla e Giorgio Consolini (in collaborazione con Calibi; musica di Carlo Donida)
- 1953 - Colpa del bajon per Nilla Pizzi e Gino Latilla (musica di D'Arena)
- 1954 - Canzone da due soldi per Achille Togliani e Katyna Ranieri (musica di Carlo Donida)
- 1955 - Con gli sci (musica di Enzo Ceragioli)
- 1956 - Aprite le finestre per Franca Raimondi (musica di Virgilio Panzuti)
- 1956 - Qualcosa è rimasto per Tonina Torrielli (musica di Spaggiari)
- 1957 - Nessuna cosa al mondo per Tonina Torrielli e Fernanda Furlani (musica di Enzo Ceragioli)
- 1957 - Fra le mie braccia (musica di Enzo Ceragioli)
- 1957 - La cosa più bella per Tonina Torrielli e Carla Boni (musica di Dino Olivieri)
- 1959 - Tedy rock per Brunetta (musica di Mario Bertolazzi)
- 1959 - Ero un uomo tranquillo per Joe Sentieri, Riccardo Rauchi, Corrado Lojacono (musica di Enzo Ceragioli)
- 1959 - Canzone d'ogni cuore per Jenny Luna (musica di Enzo Ceragioli)
- 1959 - Bongo Cha Cha Cha per Caterina Valente (musica di Ernst Bader, Ralf Arnie e Werner Müller)
- 1960 - Non sei felice per Mina, Caterina Valente e Betty Curtis (musica di Riccardo Vantellini)
- 1960 - Splende il sole per Fausto Cigliano e Irene D'Areni (in collaborazione con Danpa; musica di Virgilio Panzuti)
- 1960 - Perderti per Arturo Testa e Tonina Torrielli (musica di Pier Emilio Bassi)
- 1960 - Tango dell'evaso per Riz Samaritano (musica di Pino Piacentino)
- 1960 - Sucu Sucu per Caterina Valente (musica di Tarateno Rojas)
- 1960 - Personality per Adriano Celentano e Mina; musica di Lloyd Price e Harold Logan)
- 1961 - The Hula Hoop Song per Giorgio Gaber (in collaborazione con Calibi; musica di Donna Kohler e Carl Maduri III)
- 1962 - Peppermint twist per Adriano Celentano (in collaborazione con Miki Del Prete; musica di Joey Dee e Henry Glover)
- 1962 - La notte del mio amor per Domenico Modugno (in collaborazione con Domenico Modugno; testo originale e musica di Dolores Duran)
- 1962 - Prima del paradiso per Flo Sandon's e Edda Montanari (musica di Riccardo Vantellini)
- 1962 - Come le altre per Luigi Tenco (in collaborazione con Calibi; musica di Boris Vian)
- 1962 - Il nostro amore per Gesy Sebena e Giacomo Rondinella (musica di Virgilio Panzuti)
- 1960 - Tango assassino per Riz Samaritano (musica di Pino Piacentino)
- 1963 - Amor, mon amour, my love per Claudio Villa e Eugenia Foligatti (in collaborazione con Bruno Pallesi; musica di Walter Malgoni)
- 1963 - Perdonarsi in due per Tonina Torrielli e Eugenia Foligatti (musica di Giovanni D'Anzi)
- 1963 - Mamaluk per Milva (in collaborazione con Bruno Pallesi; musica di Walter Malgoni)
- 1965 - Dagli una spinta per Carlo Alberto Travaglino (in collaborazione con Danpa; musica di Nino Casiroli)
- 1965 - Non devi piangere per Tony Rossi (musica di Gianni Mazzocchi)
- 1965 - P.S.: I love you per Riki Maiocchi (testo originale e musica di John Lennon e Paul McCartney)
- 1967 - In questo mondo per Barbara Lory (in collaborazione con Gnani; musica di Sili e Delotto)
- 1967 - Vado per le strade del mondo per The Richard's (in collaborazione con Sergio Censi; musica di Franco Zauli)
- 1968 - O Manuela per I Milionari (in collaborazione con Zaranda; musica di Eugenio Calzia)
- 1970 - Sei bella per Aldo Reggiani (musica di Walter Malgoni)